# 이석규 장례투쟁
이석규 장례투쟁(李錫圭葬禮鬪爭)은 1987년 8월 대한민국 거제도에서 발생한 노동쟁의이다.
대우조선은 1985년 이래로 2년 사이 3만여 명이던 노동자가 1만 6천 명으로 정리해고되고 임금이 동결 상태였기에 노동자들의 불만이 매우 높았다. 때문에 4월부터 4차례에 걸친 노조 결성 시도가 있었고, 1987년 7월 울산 현대엔진 노조결성으로 시작된 노동자 대투쟁이 전국적으로 확산되자 대우조선에서도 8월 8일 노조결성을 요구하는 파업이 개시되었다. 8월 9일 노조가 결성되었으나 이틀 뒤인 11일 노조위원장이 회사에 회유를 당했다. 이에 노동자들은 다시 새 노조를 결성하고 14일부터 옥포, 장승포 등지에서 가두행진을 벌였다. 
8월 20일, 노동자 5천 여명이 연좌파업에 돌입한 가운데 6차례 협상이 진행되었지만 모두 결렬되고 사측은 무기한 직장폐쇄를 통보했다. 전국 각지에서 12개 중대 1천 5백 명 병력의 전투경찰이 소집되어 거제도에 배치되었다. 8월 22일 1시 30분, 옥포관광호텔 앞에서 노동자 3천 여 명과 전투경찰 1천 5백 여명이 대치한 가운데 호텔에서 열린 마지막 협상이 결렬되었다. 노동자들이 호텔 진입을 시도하자 경찰은 평화 시위를 보장하겠다고 나섰고, 이 말을 믿은 노동자들이 오리걸음 행진으로 50 미터를 전진하자 3면을 포위하고 있던 경찰이 최루탄을 일제사격했다. 이때 대조립부 외업반 소속 노동자 이석규(李石圭, 1966년-1987년)가 최루탄을 흉부에 직격당했고, 이석규는 대우병원으로 이송되던 도중인 오후 3시 30분 사망했다.
이소선, 노무현, 이상수 등이 거제도에 도착해 이석규의 장례를 "전국 민주노동자장"으로 하기 위한 장례준비위를 결성, 유족으로부터 장례에 관한 모든 권한을 위임받았다. 공권력의 부검조작의 전례가 있기에(박종철 사건) 노동자들은 경찰이 시신을 앗아가지 못하도록 대우병원 영안실로 모여 영안실 문을 용접하고 24시간 지켰다. 8월 28일 오전 7시에 노동자 지역주민 등 2만 여 명이 모인 가운데 영결식이 진행되었고, 오후 3시에 노동자 1천 5백명이 버스 28대에 나눠 타고 영구차와 함께 망월동 묘지로 향했다. 그러나 차량 행렬이 고성 삼거리에 도착했을 때 경찰은 영구차와 만장차만 통과시키고 15톤 덤프트럭으로 도로를 막은 뒤 시신을 탈취해 갔다. 뒤이어 야산에 매복 중이던 전경과 백골단이 버스 행렬을 습격하여 탑승자들을 구타하고 연행했다. 경찰은 유족 3명만 차에 태우고 전경버스 6대로 호위하여 남원군 사매면 관풍리의 선산으로 향하여 오후 9시에 매장하였다. 본래 8월 28일 6시에 망월동에서 매장을 진행하면서 전국적으로 추모대회가 개최될 예정이었지만 경찰 5만 여명이 원천봉쇄하여 불발하였다.
8월 28일 하루동안 전국적으로 933명이 연행되고, 이상수·노무현·박용수를 비롯한 74명이 구속되었으며, 이소선 등 10여 명이 수배되었다. 

## 참고 자료
- 민주화운동기념사업회. “대우조선노조결성과이석규장례투쟁”. 오픈아카이브.
- 김경한 (1987년 8월 27일). “대우조선 근로자 고 이석규씨 내일 장례식[김경한]”. 문화방송.